# The Unholy Union
The Unholy Union foi uma dupla vilã de luta livre profissional composta por Alba Fyre e Isla Dawn. Elas são mais conhecidas por suas passagens pela WWE, onde foram por uma ocasião campeãs de duplas femininas da WWE. Fyre e Dawn também foram uma vez e as últimas campeãs de duplas femininas do NXT, e são a segunda dupla feminina a vencer os campeonatos de duplas femininos da WWE e do NXT.

## História

### Rivalidade e formação (2022–2023)
No episódio de 15 de novembro de 2022 do NXT, Fyre lutou contra Mandy Rose pelo Campeonato Feminino do NXT em uma luta Last Woman Standing, numa revanche do NXT Halloween Havoc, mas ela não conseguiu vencer após Dawn, que fez seu retorno, interferir e lhe custar a luta. Isso levou a uma luta entre Fyre e Dawn no NXT Deadline em 10 de dezembro, onde Dawn foi vitoriosa. Fyre derrotou Dawn em uma luta Extreme Resolution no episódio de 3 de janeiro de 2023 do NXT, e não conseguiu vencer o Campeonato de Duplas Feminino do NXT três semanas depois. Fyre se tornou heel novamente e juntou forças com Dawn no episódio de 31 de janeiro do NXT.

### Reinados como campeãs femininas (2023–2025)
No NXT Stand & Deliver em 1º de abril, Fyre e Dawn derrotaram Fallon Henley e Kiana James para conquistarem o Campeonato de Duplas Feminino do NXT. Como parte do Draft da WWE de 2023, Fyre e Dawn foram transferidas para a marca SmackDown juntas. Fyre e Dawn fizeram sua estreia no SmackDown em 19 de maio, derrotando Valentina Feroz e Yulisa Leon. No episódio de 9 de junho do SmackDown, Fyre e Dawn foram confrontadas pelas campeãs de duplas femininas da WWE Ronda Rousey e Shayna Baszler, e as desafiaram para uma luta de unificação no episódio de 23 de junho do SmackDown onde Fyre e Dawn perderam o combate, terminando seu reinado em 83 dias e sendo reconhecidas como as últimas campeãs de duplas femininas do NXT. Fyre e Dawn retornaram no episódio de 22 de dezembro do SmackDown para atacar Damage CTRL durante a luta Holiday Havoc.
Na Noite 1 do Draft de 2024 da WWE, ambas Dawn e Fyre foram transferidas para o Raw. No episódio do Raw de 27 de maio de 2024, Fyre e Dawn interferiram na luta pelo título entre Shayna Baszler e Zoey Stark contra as campeãs de duplas femininas da WWE, Bianca Belair e Jade Cargill, atacando ambas as equipes e fazendo com que a luta terminasse em no contest. No episódio daquela semana do SmackDown, uma briga ocorreu entre as três equipes, resultando no gerente geral do SmackDown, Nick Aldis, marcando uma luta triple threat de duplas pelos títulos no Clash at the Castle: Scotland. No evento de 15 de junho em seu país natal, a Escócia, The Unholy Union conquistou o Campeonato de Duplas Femininas da WWE após Dawn fazer o pin em Baszler, tornando The Unholy Union a segunda dupla feminina a vencer os Campeonatos de Duplas Femininas da WWE e do NXT. Em 30 de julho, Dawn e Fyre defenderam com sucesso os títulos contra Lash Legend e Jakara Jackson do The Meta-Four na primeira semana do NXT: The Great American Bash. No episódio de 2 de agosto do SmackDown, Fyre e Dawn defenderam seus títulos contra Belair e Cargill, que perderam por desqualificação depois que Blair Davenport atacou a Cargill, aliando-se à The Unholy Union. Como os campeonatos não mudam de mãos por contagem ou desqualificação, a menos que especificado de outra forma, Fyre e Dawn permaneceram campeãs. Elas perderam o título de volta para Belair e Cargill no Bash in Berlin, terminando seu reinado em 77 dias. Em 8 de fevereiro de 2025, Dawn foi liberada de seu contrato com a WWE, dissolvendo oficialmente a equipe, enquanto Fyre seguiria para o SmackDown, juntando-se ao grupo "Secret Hervice" de Chelsea Green.

## Títulos e prêmios
- Pro Wrestling Illustrated
  - PWI as colocou na #53ª posição das 100 melhores duplas no PWI Tag Team 100 em 2022[20]
- WWE
  - Campeonato de Duplas Femininas da WWE (1 vez)[21]
  - Campeonato de Duplas Femininas do NXT (1 vez, finais)[22]